# Lipovac, Republika Srpska
Lipovac är ett samhälle i Bosnien och Hercegovina.   Det ligger i entiteten Republika Srpska, i den centrala delen av landet, 120 km nordväst om huvudstaden Sarajevo. Lipovac ligger 426 meter över havet och antalet invånare är 136.
Terrängen runt Lipovac är kuperad.Runt Lipovac är det ganska tätbefolkat, med 67 invånare per kvadratkilometer.. Närmaste större samhälle är Banja Luka, 14,8 km nordväst om Lipovac. 
Omgivningarna runt Lipovac är en mosaik av jordbruksmark och naturlig växtlighet.